# Miguel da Paz, Príncipe de Portugal e das Astúrias
D. Miguel da Paz (Saragoça, 24 de agosto de 1498 — Granada, 19 de julho de 1500), foi um infante de Portugal, Castela e Aragão, filho do primeiro casamento do rei D. Manuel I com a infanta D. Isabel de Aragão.

## Vida e morte

Reinos ibéricos durante a vida de D. Miguel da Paz. Se tivesse sobrevivido, teria unido as coroas de Portugal, Castela e Aragão.

Dom Miguel da Paz (como foi baptizado, para selar a paz existente entre as três coroas peninsulares), nasceu em Saragoça, em 23 de agosto de 1498.. Após a morte da sua mãe durante o parto, tornou-se o herdeiro conjunto de Castela (onde foi de imediato reconhecido como Príncipe das Astúrias), de Aragão (e como tal jurado herdeiro nas cortes reunidas em Saragoça) e de Portugal, em março de 1499. Permaneceu em Castela, em Granada, onde foi educado pelos avós maternos (os Reis Católicos) até atingir a idade de dois anos, data da sua morte precoce a 19 de julho de 1500, que pôs fim ao sonho da União Ibérica na sua pessoa. Foi sepultado no convento de Santa Isabel, em Toledo e posteriormente foi trasladado para a Capela Real de Granada.
Em outubro de 1500, D. Manuel I, pai de D. Miguel, casou-se com Maria de Aragão, irmã mais nova da mãe de Miguel. D. Maria deu à luz o eventual sucessor de D. Manuel, D. João III, e vários outros filhos.
Quando o acordo do casamento real se fizera em ainda o príncipe João, filho varão dos reis católicos, era vivo, pelo que a união dos reinos peninsulares não era um cenário imediato. Mas dois dias antes do matrimónio, o herdeiro dos reinos espanhóis morre e as coroas de Castela, Leão e Aragão ficam assim à mercê de um filho de D. Manuel e D. Isabel. Quando no ano seguinte D. Miguel da Paz nasce a possibilidade de união é grande. A mãe morre no parto e os reis católicos pressionam para que o príncipe seja educado em Espanha. D. Miguel morrerá em Granada com apenas 21 meses de idade e com ele as esperanças de unir os reinos ibéricos. 
Após a sua morte, D. Joana, uma outra tia materna de D. Miguel, tornou-se a herdeira dos reinos de Castela e Aragão, sendo estes mais tarde governados pelos Habsburgos, através de D. Carlos V, filho de D. Joana. A União Ibérica, embora de curta duração, ocorreu oitenta anos após a morte de D. Miguel, entre 1580 e 1640, durante a dinastia filipina, sendo unida por Filipe II de Espanha, meio-sobrinho de Miguel e neto de D. Joana de Castela, de D. Manuel I de Portugal de D. Maria de Aragão.